# Callitris pancheri
Espèce
Synonymes
- Eutacta pancheri Carrière
- Neocallitropsis pancheri (Carrière) de Laub.

Callitris pancheri est une plante ligneuse de la famille des Cupressacées endémique de Nouvelle-Calédonie. Cette espèce a longtemps été placée dans son propre genre Neocallitropsis mais les analyses ADN ont montré qu'elle appartenait bien au genre Callitris.